# Article 56 de la Constitution belge
L'article 56 de la Constitution belge fait partie du titre III Des pouvoirs. Il traite du droit d'enquête des chambres fédérales.
Il date du 7 février 1831 et était à l'origine — sous l'ancienne numérotation — l'article 40.

## Le texte
« Chaque Chambre a le droit d'enquête. »

## Application
Ce texte est complété par la loi du 3 mai 1880. En vertu de cette norme, chaque chambre a les pouvoirs d'un juge d'instruction. Bien que théoriquement, une enquête par l'ensemble de la chambre est possible, ce sont les commissions d'enquêtes qui se chargent de cette tâche.